# Lijst van Pseudaspididae
Onderstaand een lijst van alle soorten slangen uit de familie Pseudaspididae. De groep telt 4 soorten in 3 geslachten, twee geslachten zijn monotypisch. Dit betekent dat zij slechts door een enkele soort worden vertegenwoordigd. De lijst is gebaseerd op de Reptile Database.
- Soort Psammodynastes pictus
- Soort Psammodynastes pulverulentus
- Soort Pseudaspis cana
- Soort Pythonodipsas carinata